# Minimundus

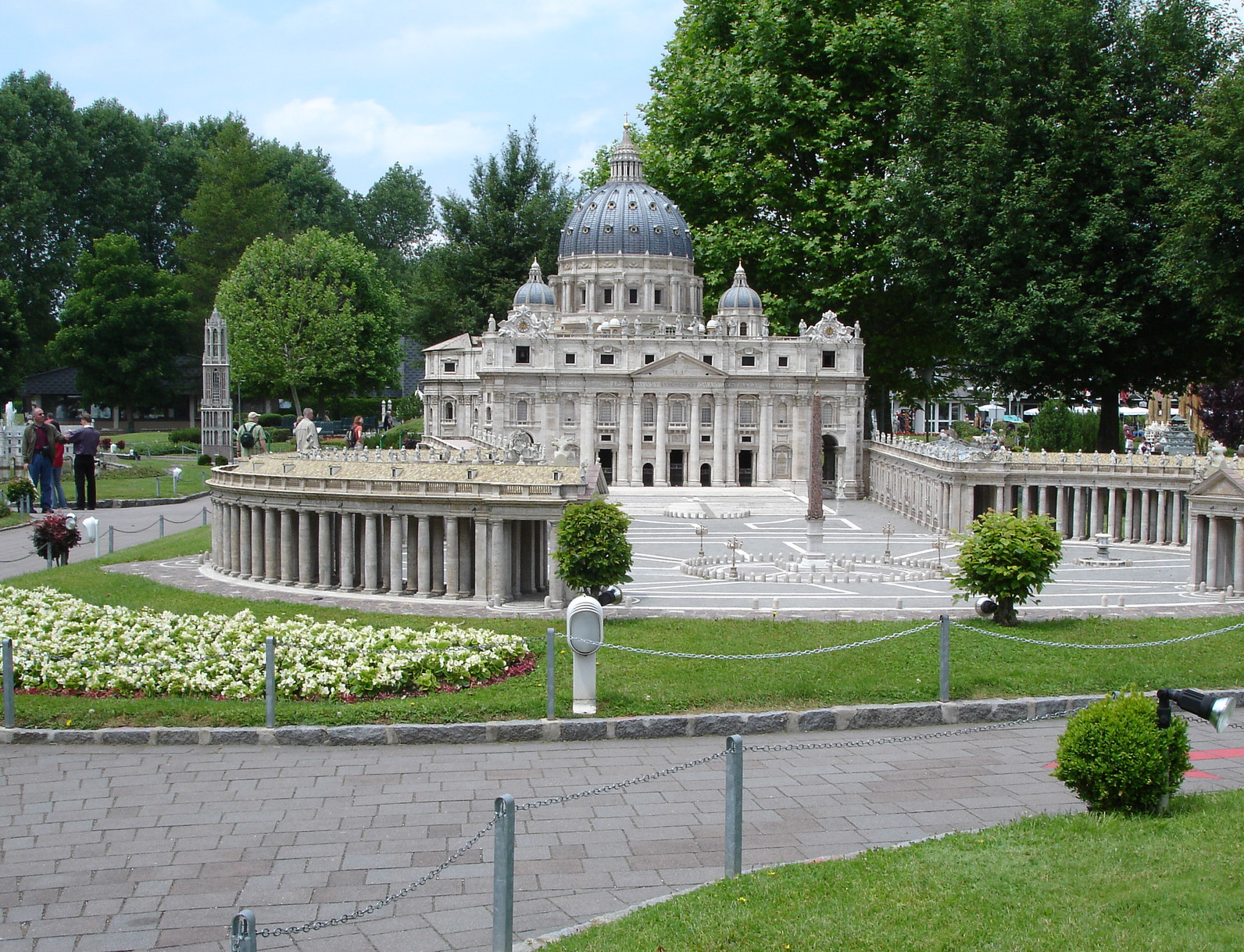
Miniatura bazyliki św. Piotra

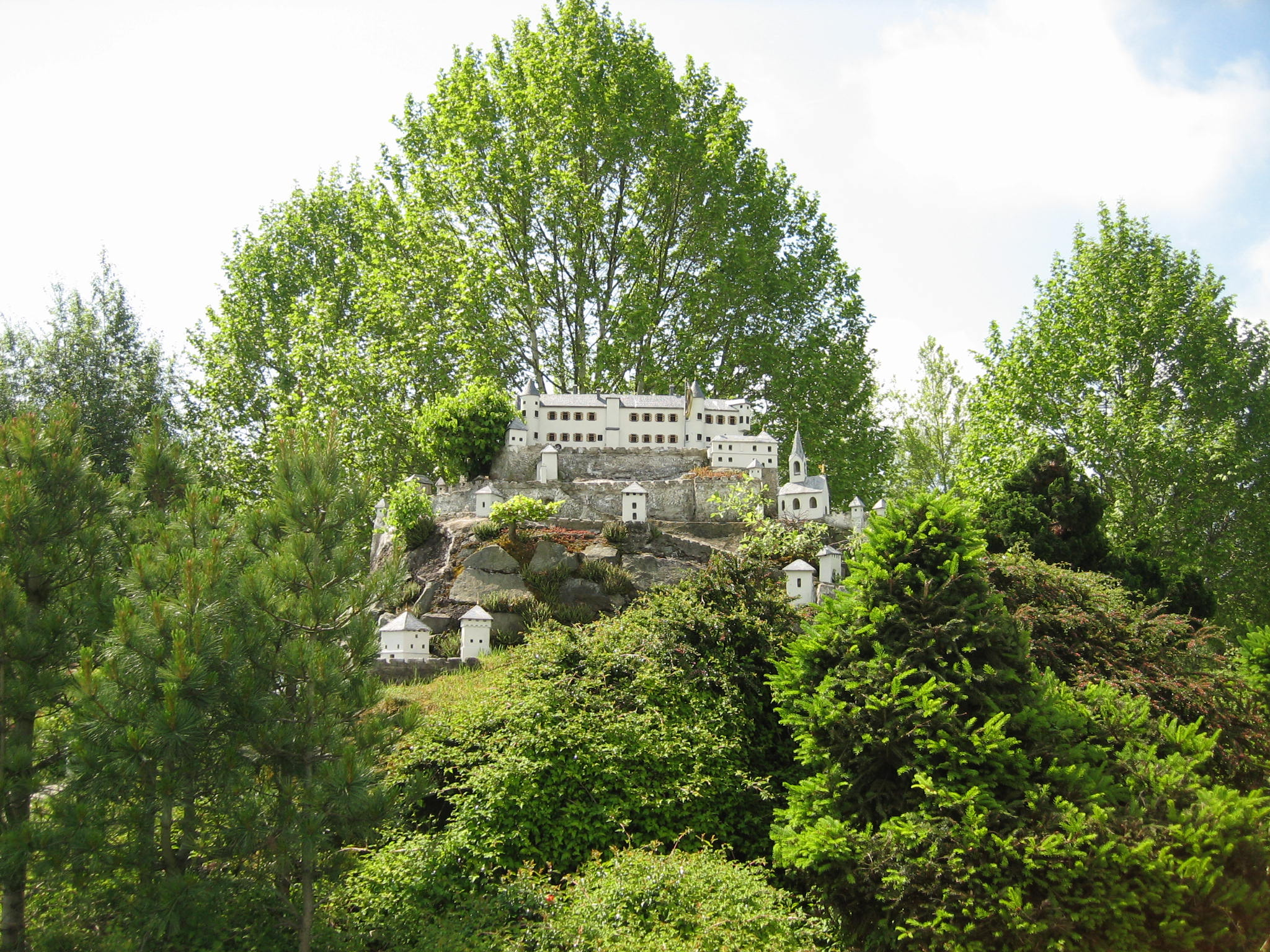
Model zamku Hochosterwitz

Minimundus – austriacki park miniatur posiadający zbiór ok. 150 miniaturowych modeli (głównie obiektów architektonicznych) z całego świata, zbudowanych w skali 1:25, który znajduje się w Klagenfurt am Wörthersee (Karyntia).
Od otwarcia w 1958, ponad 15 milionów gości odwiedziło 26 tys. m² parku.
Od 2003 dla gości „Mini Świata” dostępne jest też planetarium. Dochód jest przeznaczony na fundację "Rettet Kind" ("Ratujcie Dziecko"), która działa przy obiekcie.
Pierwotnie Minimundus miał charakter hobbistyczny, jednak później przerodziło się w główna atrakcje w Klagenfurt am Wörthersee. Jednostką odpowiedzialną za tworzenie nowych budynków jest austriacka firma Medienproduktion. Zbiera ona informacje (przeważnie od gości) na temat tego, czego brakuje w muzeum. W 1992 roku najczęściej pojawiało się życzenie, żeby w Minimundusie pojawił się model drezdeńskiego zamku Zwinger, po długich staraniach udało się zebrać wszystkie potrzebne informacje o przebiegu budowy tej barokowej budowli z Niemiec (schematy budowli rozrysowane były w ponad 100 planach). Do budowy zamku wykorzystano między innymi marmur, piaskowiec i kamienie szlachetne.
Wykaz modeli:
- Bazylika św. Piotra
- Statua Wolności
- Meczet Suleiman
- CN Tower w Toronto
- Wieża Eiffla
- Zamek Hochosterwitz w Austrii
- Gmach opery Sydney
- Tower of London
- Biały Dom
- Tadź Mahal
- wiele europejskich pociągów
- roboczy model wahadłowca

W planach jest także budowa miniatury najwyższego budynku świata, Burj Dubai.